# بائوژانسور
بائوژانسور (روسی: Баужансор) یک دریاچه در سرزمین آلتای کشور روسیه است.